# Вольбах, Симеон Бёрт
Симеон Бёрт Вольбах (англ. Simeon Burt Wolbach; Гранд Айленд, Небраска, 3 июля 1880 — Садбери, Массачусетс, 19 марта 1954) — американский патолог, исследователь, преподаватель и редактор журнала. Определил переносчиков инфекции пятнистой лихорадки Скалистых гор и эпидемического сыпного тифа. Был президентом Американской ассоциации патологов и бактериологов и Американского общества экспериментальной патологии.

## Биография
Родился в еврейской семье банкира Сэмюэля Н. Вольбаха и Розы Стайн. Вырос в сельской местности в штате Небраска в эпоху Дикого Запада. Уехал на учёбу в Бостон, и большую часть жизни провёл в штате Массачусетс. В 1914 году женился на Анне Ф. Веллингтон и имел от неё троих детей.

## Образование
Обучался в Гарвардской медицинской школе и получил степень доктора медицины в 1903. Ординатуру по патологии прошёл в Бостонской городской больнице под руководством Уильяма Т. Коунсилмэна и Фрэнка Берра Мэллори.

## Карьера
В 1905 году он вернулся в Гарвардскую медицинскую школу, чтобы работать в области патологии в качестве ассистента у члена совета, одновременно работая патологом в Бостонской больнице и больнице хронических больных на Лонг-Айленде. Три года спустя он стал директором Бендерской гигиенической лаборатории (ныне часть здравоохранения Святого Петра) в Олбани, штат Нью-Йорк, в то время как адъюнкт-профессор и заведующий кафедрой патологии и бактериологии в Медицинском колледже Олбани. Он провёл 1909 в Монреальской больнице общего профиля и Университете Макгилла.
В 1910 году он вернулся в Гарвард в качестве ассистента профессора бактериологии Гарольда С. Эрнста. В 1914 году он стал там доцентом патологии и бактериологии. В 1916 году был назначен на кафедры бактериологии и патологии. В 1917 году он был патологоанатомом в больнице Питера Бента Бригама и Бостонской больнице лежачих больных. В 1922 году стал заведующим кафедрой патологии, заняв кафедру Шаттакского профессора патологической анатомии в Гарварде. С 1922 по 47 год он находился в больнице Питера Бента Бригама и Детской больнице Бостона в качестве заведующего отделением патологии. В 1947 году он стал директором отдела исследований питания детской больницы Бостона. Он занимал эту должность до своей смерти в 1954 году.
В 1938 году он был избран членом Национальной академии наук.

## Исследования
Раннее исследование Вольбаха было связано с воздействием радиации на кожу вместе с Портером. Позже полевые работы в Африке заинтересовали его тропической паразитологией.
Работая с паразитологом Макгилла Джоном Л. Тоддом, они привезли неинфицированных вшей (накормив ими своих людей) в Польшу в 1920 году, чтобы продемонстрировать, что вши передают Rickettsia prowazekii, организм, вызывающий эпидемический сыпной тиф. За эту работу он получил звание командира Ордена Polonia Restituta. Вольбах обратил внимание на развитие детей и витаминную недостаточность. Работая с Дж. М. Копполеттой в Brigham and Children’s, он разработал таблицы веса жизненно важных органов для разного возраста и длины тела, которые стали окончательным справочником по детской патологии.
Интересы Вольбаха варьировались от воздействия радиации до тропической медицины и инфекционных болезней. Его работа по радиации началась с Портера в 1907 году. Позже он работал консультантом Комиссии по атомной энергии США (1951—1953). В 1911 году он проводил полевые исследования в Нигерии, связанные с патологией общего пареза. Наиболее известными из его работ по инфекционным заболеваниям являются его вклад в понимание риккетсиозов, пятнистой лихорадки Скалистых гор (1919) и эпидемического тифа в Польше (1920). Самая фундаментальная работа Вольбаха была в области исследования витаминов и взаимосвязи витаминов со структурой тканей и патологии цинги и других заболеваний.
Именем Вольбаха назван род бактерий вольбахии.

## Публикации
- Wolbach SB, Ernst H; Ernst (Dec 1903). Observations on the morphology of bacillus tuberculosis from human and bovine sources. Journal of Medical Research. 10 (3): 313–33. PMC 2105968. PMID 19971576.
- Wolbach SB (November 1919). Studies on Rocky Mountain spotted fever. J Med Res. 41 (1): 1—198.41. PMC 2104421. PMID 19972499.
- Hertig, M; Burt Wolbach, S (March 1924). Studies on Rickettsia-Like Micro-Organisms in Insects. Journal of Medical Research. 44 (3): 329—374.7. PMC 2041761. PMID 19972605.
- Wolbach, S. Burt (1925-03-07). The rickettsiae and their relationship to disease. Journal of the American Medical Association. 84 (10): 723–28. doi:10.1001/jama.1925.02660360005002.
- Wolbach SB, Howe PR (1926). Intercellular substances in experimental scorbutus [scurvy, a vitamin C deficiency state]. Archives of Pathology and Laboratory Medicine. 1: 1–24. ISSN 0003-9985.
- Blackfan KD, Wolbach SB; Wolbach (1933). Vitamin A deficiency in infants: a clinical and pathological study. Journal of Pediatrics. 3 (5): 679–706. doi:10.1016/s0022-3476(33)80022-9.
- Coppoletta JM, Wolbach SB; Wolbach (January 1933). Body length and organ weights of infants and children-a study of the body length and normal weights of the more important vital organs of the body between birth and twelve years of age. Am J Pathol. 9 (1): 55–70. PMC 2062747. PMID 19970058.
- Wolbach SB (1937-12-24). Vitamin deficiency experimentation as a research method in biology. Science. 86 (2243): 569–76. Bibcode:1937Sci....86..569W. doi:10.1126/science.86.2243.569. PMID 17835435.